# Un colpo di fortuna (film 1937)
Un colpo di fortuna (Easy Living) è un film del 1937 diretto da Mitchell Leisen. Il film è noto in Italia anche con il titolo Che bella vita.

## Trama
Il banchiere J.B.Ball, noto anche come "il leone di Wall Street", litiga con il giovane figlio John Jr., che, stanco di vivere tra gli agi, abbandona la casa per cercare di tirare avanti da solo, e con la moglie, che ha comprato l'ennesima inutile pelliccia di zibellino. Il marito insegue così la moglie fin sopra l'attico e, agguantato lo zibellino, lo scaraventa in strada. Il caso vuole che lo zibellino finisca sulla testa della giovane stenografa Mary Smith. La ragazza, vivace e un po' pasticciona, si ferma così sotto l'appartamento di Ball per restituire lo zibellino, ma lo scontroso banchiere le dice di tenerselo e, anzi, la conduce anche presso una modista, dove le compra un cappello da abbinare alla pelliccia prima di salutare Mary e prendere la propria strada.
Nel frattempo il gestore del negozio, convinto di avere per le mani un'occasione ghiotta, contatta il proprietario di un albergo famoso ma in rovina, Mr. Louis Louis, un francese isterico e buffo, che non a caso è in debito di alcune centinaia di dollari col banchiere Ball. Quello che Louis sta cercando di fare infatti è trovare clienti facoltosi da trascinare nel suo albergo, per ridare prestigio alla struttura e poter restituire i soldi a Ball.
Nel frattempo, Mary Smith viene licenziata a causa delle vecchie colleghe diventate verdi d'invidia alla vista dello zibellino e torna al suo appartamento, più povera e sfiduciata che mai. È in questo momento che le arriva un invito formale a raggiungere l'albergo di Louis Louis. Mary segue le indicazioni e ben presto si ritrova, completamente ignara dei motivi, a occupare l'appartamento reale dell'albergo e, man mano che in città si sparge la voce che la ragazza è l'amante di J.B.Ball, a ricevere regali e proposte da parte dei capi delle più importanti industrie di gioielli, abiti, automobili.
A ingarbugliare ancora più la situazione arriva John Ball Jr., che intanto ha cominciato a lavorare come cameriere in un take-away, e che Mary incontra per puro caso, mentre sta andando a cercare una cena economica. I due ragazzi diventano amici e nel frattempo a Mary, scambiata ancora una volta per l'amante di J.B.Ball, arrivano addirittura richieste di suggerimenti sull'andamento delle borse. A rispondere per conto suo è Ball Jr., senza sapere che, al contrario dei pronostici del padre, il suo suggerimento farà fruttare in borsa milioni di dollari. Mary Smith si trova improvvisamente ricchissima, ma quando scopre che John Jr. (che nel frattempo si è perdutamente innamorato di lei), spacciatosi sempre per un ragazzo povero e in cerca di fortuna, è in realtà il figlio del leone di Wall Street, si indigna e scappa via.
La serie di malintesi si conclude con l'intervento di J.B.Ball, che spiega a tutti cosa è accaduto in realtà, smentisce le voci di infedeltà coniugale, manda la polizia a recuperare Mary, e si riconcilia col figlio, che diventa addirittura suo socio in affari. E, naturalmente, sono fiori d'arancio per John Jr. e Mary Smith.